# هانا امیلی اندرسون
هانا امیلی اندرسون (به انگلیسی: Hannah Emily Anderson) بازیگر کانادایی است. او برای نقش‌هایش در فیلم‌های جیگسا و چه چیزی تو را زنده نگه می‌دارد و سریال تلویزیونی پاکسازی شناخته شده‌است.

## اوایل زندگی
اندرسون در وینیپگ، منیتوبا به دنیا آمد. او از مدرسه تئاتر جورج براون در تورنتو فارغ‌التحصیل شد.

## حرفه
در ژانویه ۲۰۱۷، اندرسون به بازیگران فیلم جیگسا، هشتمین فیلم در فرانچایز اره برای بازی در نقش النور بونویل پیوست. در ژوئن ۲۰۱۷، اندرسون برای نقش جکی در فیلم ترسناک چه چیزی تو را زنده نگه می‌دارد در سال ۲۰۱۸ در کنار همبازی اش بریتانی آلن از جیگسا انتخاب شد.
در آوریل ۲۰۱۸، اندرسون برای بازی در نقش جنا بتانکور، در مجموعه تلویزیونی ترسناک پاکسازی انتخاب شد. این سریال بر اساس فرنچایزی به همین نام ساخته شده‌است. این سریال به مدت دو فصل پخش شد و در می ۲۰۲۰ لغو شد.
اندرسون در نقش جوی در فیلم ترسناک طبیعت تاریک (۲۰۲۲) بازی کرد که در ماه مه ۲۰۲۳ اکران محدودی در سینماهای آمریکای شمالی دریافت کرد. در مارس ۲۰۲۳، او برای بازی در بازگشت به سایلنت هیل، سومین قسمت از مجموعه فیلم‌های سایلنت هیل انتخاب شد.

## فیلم‌شناسی

### فیلم
| سال  | عنوان                         | نقش          | یادداشت    |
| ---- | ----------------------------- | ------------ | ---------- |
| ۲۰۱۷ | عشق زندگی من                  | کیتلین       |            |
| ۲۰۱۷ | جیگسا                         | النور بونویل |            |
| ۲۰۱۸ | چه چیزی تو را زنده نگه می‌دارد | جکی / مگان   |            |
| ۲۰۱۹ | دارک فینکس                    | الین گری     |            |
| ۲۰۲۰ | نفرین آدری ارنشاو             | بریجت دوایر  |            |
| ۲۰۲۲ | طبیعت تاریک                   | جوی          |            |
| TBA  | بازگشت به سایلنت هیل          | TBA          | فیلمبرداری |

### تلویزیون
| سال       | عنوان                | نقش           |
| --------- | -------------------- | ------------- |
| ۲۰۱۲      | مجتمع لس آنجلس       | خواننده       |
| ۲۰۱۲      | نجات امید            | هانا          |
| ۲۰۱۳      | جمهوری دویل          | مارگوت        |
| ۲۰۱۴      | لیزی بوردن تبر گرفت  | بریجت سالیوان |
| ۲۰۱۴      | حکومت                | روون          |
| ۲۰۱۴–۲۰۱۵ | دختر گمشده           | پرسفون        |
| ۲۰۱۶      | گنگلند مخفی          | سارا جین      |
| ۲۰۱۶      | به مسنجر شلیک کنید   | کلوئی چانینگ  |
| ۲۰۱۷      | برنامه شبانه دخترانه | ربکا          |
| ۲۰۱۸      | پاکسازی              | جنا بتانکور   |
| ۲۰۲۱      | خانواده دیگر پدرم    | رز مک هنری    |